# جيف فينتر
جيف فينتر (بالإنجليزية: Jeff Winter)‏ هو حكم كرة قدم ولاعب كرة قدم بريطاني، ولد في 18 أبريل 1955.